# Мар-Кюёль
Мар-Кюёль (якут. Маар-Күөл) — село в Сунтарском улусе Республики Саха (Якутия) России. Административный центр и единственный населённый пункт Мар-Кюёльского наслега.

## География
Село находится в юго-западной части Якутии, в левобережной части долины реки Вилюй, к востоку от озера Нугайык, на расстоянии примерно 40 километров (по прямой) к северо-западу от села Сунтар, административного центра улуса. Абсолютная высота — 193 метра над уровнем моря.
Климат
Климат характеризуется как резко континентальный. Средняя температура воздуха самого тёплого месяца (июля) составляет 17-18 °C; самого холодного (января) — −34 − −50 °C. Среднегодовое количество атмосферных осадков составляет 250—300 мм.
Часовой пояс
Село Мар-Кюёль находится в часовой зоне МСК+6. Смещение применяемого времени относительно UTC составляет +9:00.

## Население
| 2002 | 2010 | 2012 | 2013 | 2014 | 2015 | 2016 |
| ---- | ---- | ---- | ---- | ---- | ---- | ---- |
| 628  | ↘506 | ↘494 | ↘476 | ↘473 | ↘469 | ↗472 |
| 2017 | 2018 | 2019 | 2020 | 2021 |      |      |
| ↘458 | ↗459 | ↘447 | ↘440 | ↘431 |      |      |

Половой состав
По данным Всероссийской переписи населения 2010 года в гендерной структуре населения мужчины составляли 49,2 %, женщины — соответственно 50,8 %.
Национальный состав
Согласно результатам переписи 2002 года, в национальной структуре населения якуты составляли 98 % из 628 чел.

## Улицы
Уличная сеть села состоит из одиннадцати улиц.